# Metrojet

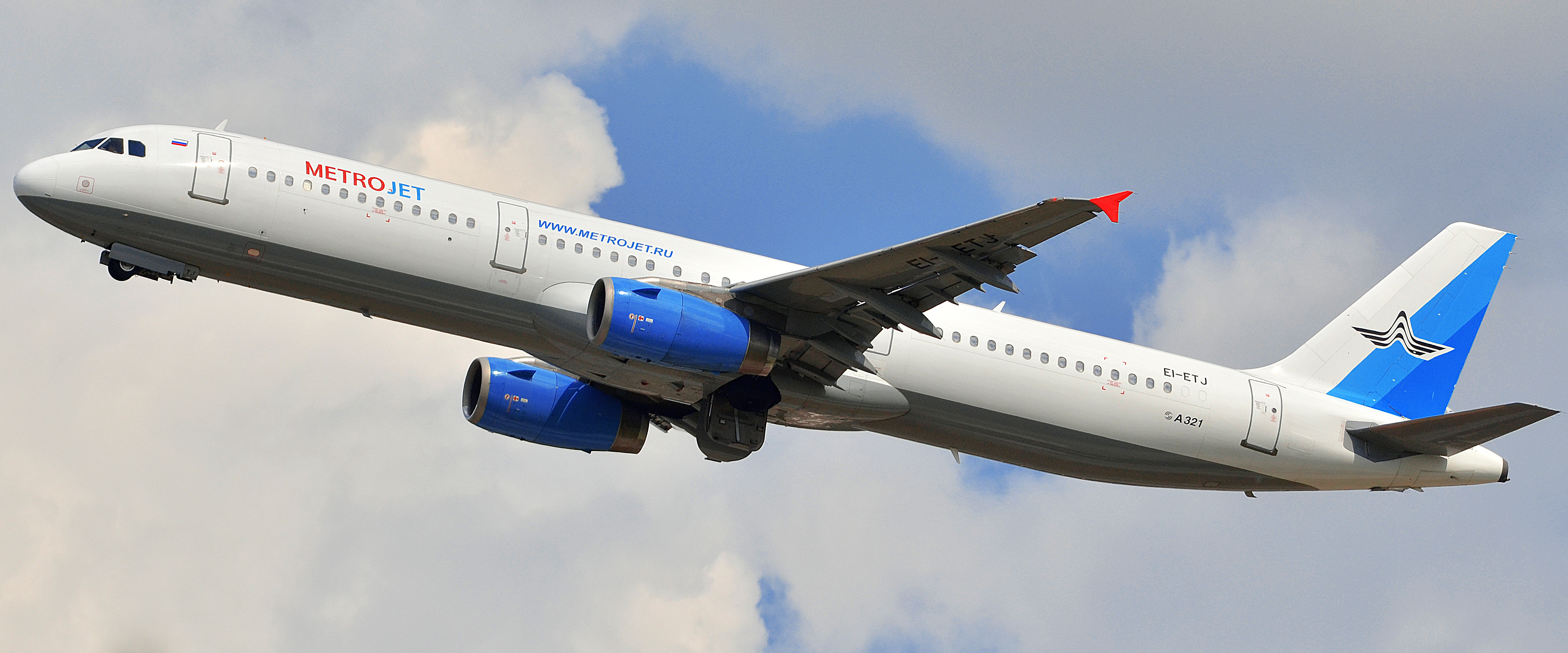
En Kogalymavia Airbus A321-231 i 2014. Ett år senare, 2015, bombades det här planet i Egypten.

Metrojet var ett ryskt flygbolag. Flygbolaget började flyga i maj 1993. Det slutade flyga i december 2015 när de gick i konkurs.
Den 31 oktober 2015 kraschade Kogalymavia Flight 9268, en Airbus A321 från Metrojet, ca 20 minuter efter start. Orsaken var en bomb som exploderade på den bakre delen av planet, en bomb som en av flygplatsens personal placerade. Planet var på väg till Sankt Petersburg i Ryssland ifrån Sharm el-Sheikhs internationella flygplats i Egypten.